# Forster József
Forster József (Székesfehérvár, 1831. szeptember 25. – Székesfehérvár, 1875. június 15.) újságíró, lapszerkesztő.

## Élete
Forster József és Stigler Erzsébet fia volt. Iskoláit szülővárosában végezte; később a megyében községi aljegyző lett. 1848–1849-ben Komáromban honvédtüzér volt. 1869. július 15-én Pesten Közbiztonság címen rendőri szaklapot alapított, melyben Thaisz rendőrkapitány ellen intézett kíméletlen támadásai miatt elítélték és a váci államfogházba került; emiatt lapja 1870-ben egy ideig szünetelt; fogságából kiszabadulván lapját újra megindította, de azt 1871. február 28-án végképp megszüntette; azután 1872-ben Vácon folytatta lapja kiadását, mely azonban ott is csak negyedévig jelent meg. 1870-ben Székesfehérvárra ment és megalapította 1871-ben a Székesfejérvár című lapot, mely 1872. április 20-áig jelent meg. 1872. június 1-jén Moenich Károllyal együtt alapították a Fejérmegyei Közlönyt, melyet augusztus 8-áig szerkesztett; e lap is pártolás hiánya miatt december 30-án megszűnt. 1873-ban a Vértesalja című hetilapnak volt belmunkatársa, míg végül 1874. január elején a Szajkó című humoros lapot indította meg Székesfehérváron és ennek haláláig kiadója és szerkesztője volt. 1871-ben a székesfehérvári Szent István Király Múzeum könyvtárának adományozott egy selyemre nyomott színlapot, amely az első könyvtári ajándék volt.